# Хатаи Тебризи
Хатаи Тебризи (азерб. خطایی تبریزی/Xətai Təbrizi) — азербайджанский поэт XV века.

## Жизнь и творчество
Годы рождения и смерти Хатаи Тебризи неизвестны. О жизни поэта также известно мало. В 1480-е — 1490-е годы Тебризи пишет маснави (поэму) «Юсуф и Зулейха» и посвящает её правителю государства Ак-Коюнлу Султану Ягубу, который сам писал стихи на азербайджанском языке. Поэма «Юсуф и Зулейха» считается одной из первых поэм на азербайджанском языке. Язык произведения простой и показывает, что Хатаи Тебризи была знакома как народная устная литература, так и классическая восточная литература. Шесть образцов рукописи поэмы хранятся в фонде рукописей Академии наук Азербайджана. На основе этих рукописей был составлен научно-критический текст поэмы.